# CD Árabe Unido
CD Árabe Unido is een Panamese voetbalclub uit Colón. De club werd opgericht op 28 april 1994 en ontstond uit Club Atlético Argentina. Thuisstadion is het Estadio Armando Dely Valdes dat 3.000 plaatsen heeft.

## Erelijst
- Landskampioen

1999, 2001, 2004
- Apertura ANAPROF: 2001, 2002, 2004
- Clausura ANAPROF: 2001, 2004

## Bekende (oud-)spelers
- Amílcar Henríquez
- Jaime Penedo
- Julio Dely Valdés